# Gianpaolo Ambrosi
Gianpaolo Ambrosi (* 28. Juli 1940 in Pergine Valsugana) ist ein ehemaliger italienischer Rennrodler.
Mit seinem Partner Giovanni Graber gewann Ambrosi bei den Rennrodel-Weltmeisterschaften 1962 im polnischen Krynica-Zdrój Gold. Zudem wurde er Fünfter im Doppelsitzer-Rennrodeln bei den Olympischen Winterspielen 1964 in Innsbruck.